# Psilopogon corvinus
Megalaima corvina là một loài chim trong họ Megalaimidae.